# Cindy Mera
Cindy Mera (16 de septiembre de 2000) es una deportista colombiana que compite en judo. Ganó una medalla de bronce en el Campeonato Panamericano de Judo de 2022, en la categoría de –63 kg.

## Palmarés internacional
| Campeonato Panamericano | Campeonato Panamericano | Campeonato Panamericano | Campeonato Panamericano |
| Año                     | Lugar                   | Medalla                 | Categoría               |
| ----------------------- | ----------------------- | ----------------------- | ----------------------- |
| 2022                    | Lima (Perú)             | Medalla de bronce       | –63 kg                  |